# Südreise des Kaisers Kangxi
Die Südreise des Kaisers Kangxi – Querrolle Nr. 1 (chinesisch 康熙南巡图, Pinyin Kāngxī Nánxún Tú) ist die erste von zwölf Handrollen, die unter Leitung des chinesischen Malers Wang Hui (chinesisch 王翚, Pinyin Wáng Huī) etwa zwischen 1691 und 1698 mit Tusche und Farbe auf Seide gemalt wurden.

## Hintergrund
Dargestellt wird die Abreise des chinesischen Kaisers 康熙 Kangxi mit Gefolge aus Peking über das Yongding-Tor. Das Bild hat die Abmessungen von 67,8 mal 1555 cm. Es entstand anlässlich der erfolgreichen zweiten Inspektionsreise des Qing-Kaisers in die südlichen Provinzen Jiangsu und Zhejiang, die dieser unternahm, um die Wasserbauten des Gelben Flusses zum Schutz der Bevölkerung vor Überschwemmungen zu begutachten.
Ein wichtiger Grund der Reise war, die Fremdherrschaft der Mandschu über die Han-Chinesen in den ehemals von Aufständen heimgesuchten Südprovinzen zu festigen und den Kaiser als Wohltäter der Bevölkerung in Szene zu setzen. Kangxi suchte Kontakt sowohl zur einfachen Bevölkerung wie auch zu den lokalen Führungsschichten und versicherte sich der Zuverlässigkeit der Beamtenschaft vor Ort. Daneben besuchte der Kaiser die Grabmale von Konfuzius und von Kaiser „Yu dem Großen“. Schon die erste Reise war für den Kaiser ein großer Erfolg und begründete seine außerordentliche Popularität in der Bevölkerung. Die zweite Reise sowie die vier anschließenden Reisen wurden aufwändig geplant und verliefen triumphal.

## Die Bilderserie

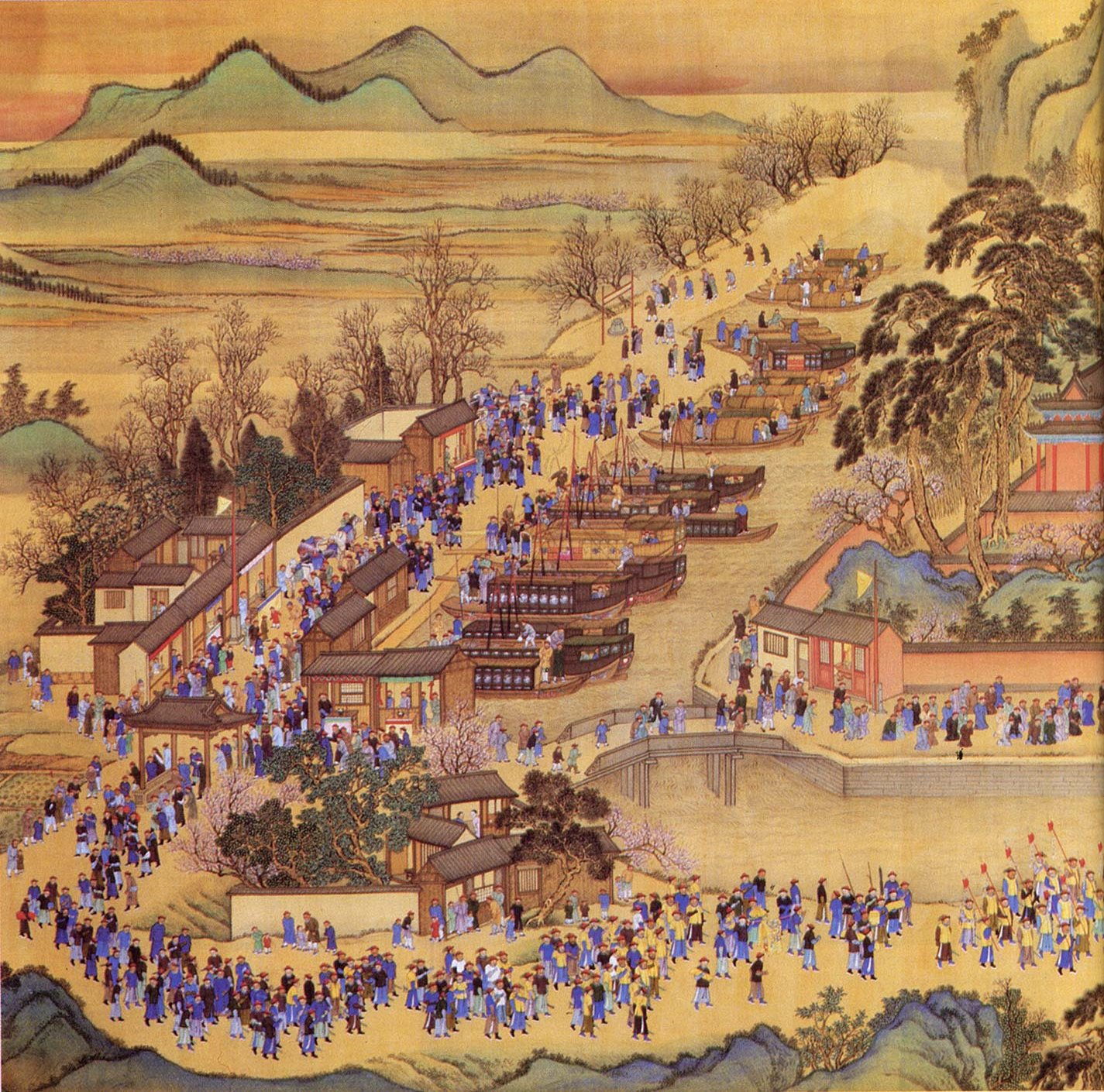
Querrolle Nr. 9 (Ausschnitt: Vor dem Tempel Yus des Großen)

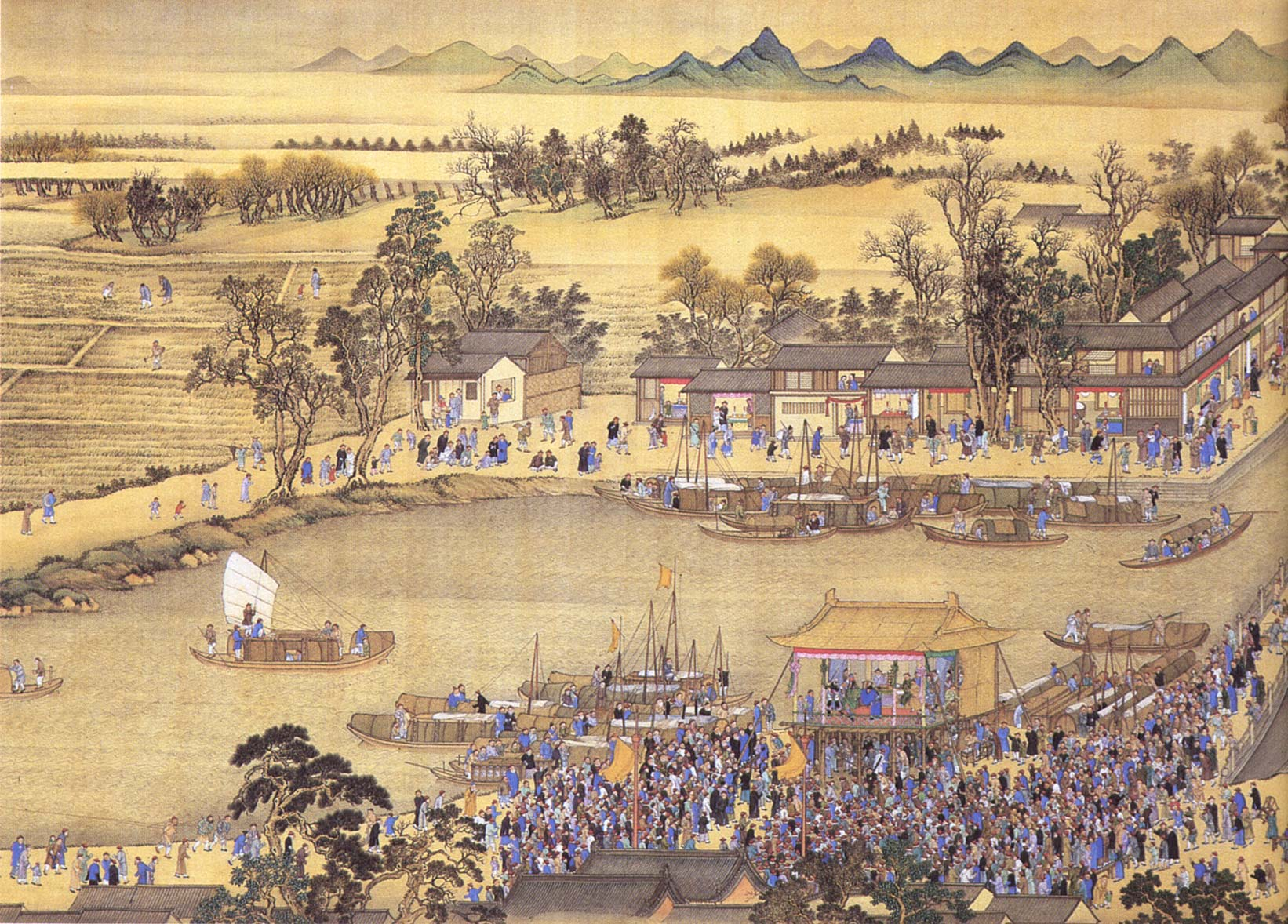
Querrolle Nr. 9 (Ausschnitt: Theaterszene in Keqiao)

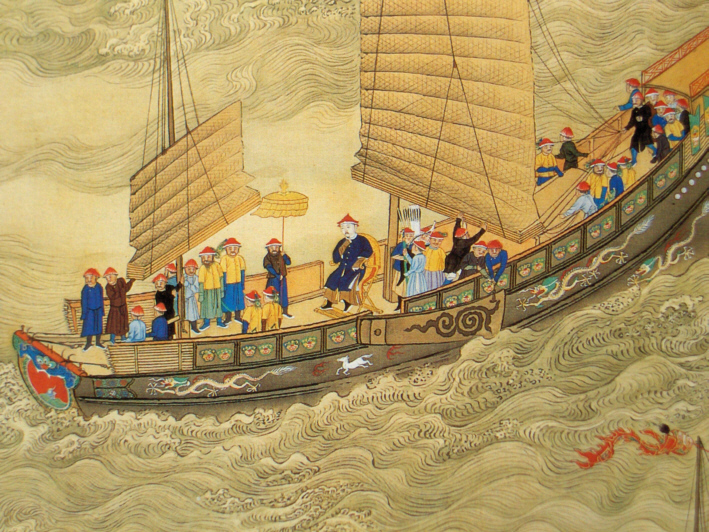
Querrolle Nr. 10 (Ausschnitt: Der Kaiser überquert den Yangzi)

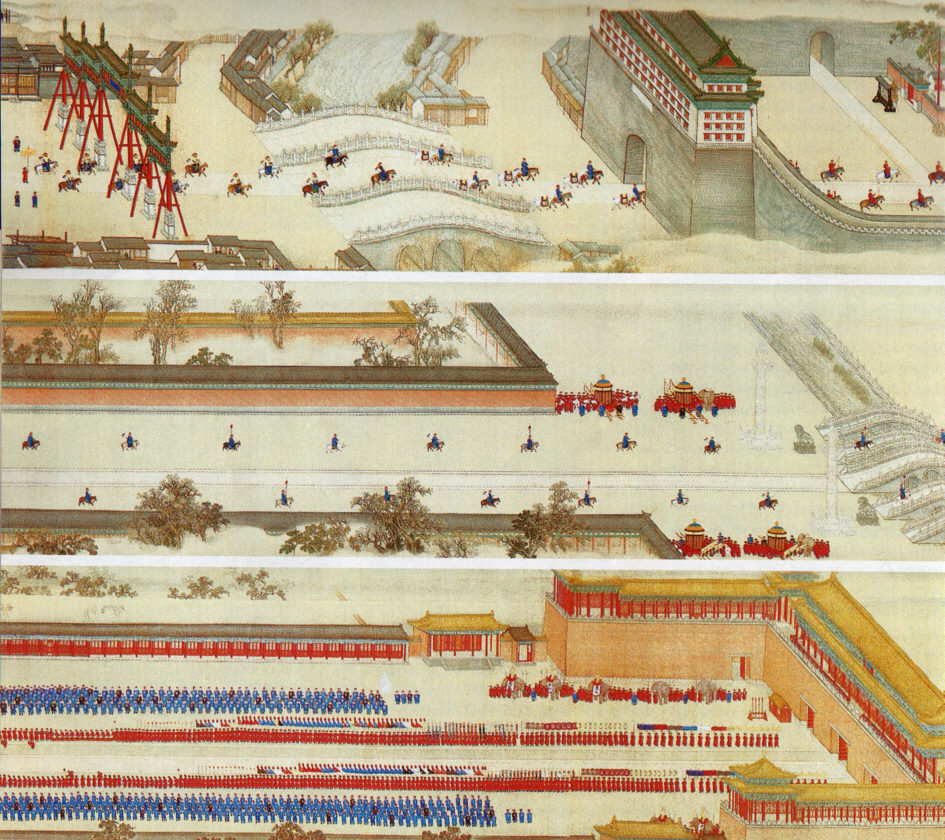
Querrolle Nr. 12 (Ausschnitt: Ankunft in Peking)

Nachdem der Kaiser den Auftrag erteilt hatte, die zweite Reise von 1689 in die südlichen Provinzen Chinas zum Thema einer Bilderserie zu machen, wurde der berühmte Maler Wang Hui (1632–1717), der gute Kontakte zur Beamtenschaft unterhielt, mit der Aufsicht über das Projekt betraut; er war Anhänger der orthodoxen Schule der Qing-Malerei. Zusammen mit seinen Schülern, dem Landschafts-, Figuren- und Tiermaler Yang Jin (1644–1726) und dem Landschaftsmaler Gu Fanh, sowie mit unbekannten weiteren Malern dokumentierte er die kaiserliche Unternehmung. Die Fertigung der zwölf Querrollen, die mehrere Jahre in Anspruch nahm, stellte den Kaiser zufrieden, der das Motto „Landschaften, rein und strahlend“ für den Maler ersann und ihm ein Amt am Kaiserhof anbot. Wang Hui schlug eine Position am Hof aus, nahm aber dankbar den ehrenvollen Beinamen „Meister, rein und strahlend“ an.
Die Bilder der Serie sind allesamt nummeriert und enthalten einen Begleittext, der die Reiseroute benennt und die wichtigsten Stationen aufführt, sowie die Qualitäten des Kaisers rühmt. Alle Bilder sind mit außerordentlicher Sorgfalt ausgeführt und enthalten sowohl weite Landschaftspanoramen als auch eine Fülle von charakteristischen Details des Stadt- und Landlebens der Bevölkerung und geben Einblicke in Handel, Kultur und Gewerbe der damaligen Zeit.
Das Gesamtwerk aller Bilder, das ursprünglich in der Summe eine Länge von 230 Metern hatte, gilt als eines der längsten bildnerischen Werke der Weltgeschichte. Es hat eine herausragende dokumentarische Bedeutung in der Beschreibung sowohl des kaiserlichen Zeremoniells als auch des Alltags der chinesischen Bevölkerung im 17. Jahrhundert. Von den zwölf Handrollen sind neun bis heute erhalten. Sie kommen auf eine Gesamtlänge von 177,95 Metern und befinden sich im Palastmuseum von Peking.

### Querrolle Nr. 1
Die Nummer 1 ist von allen Rollen am einfachsten strukturiert, sie enthält 1200 Figuren und beschreibt den Ausmarsch des Kaisers mit seinem Gefolge am 28. Januar 1689. Obwohl tiefster Winter herrschen müsste, wird eine optimistische grüne Frühlingslandschaft präsentiert. Im Hintergrund nahe bei dem Yongding-Tor erkennt man eine Tempelanlage, den so genannten Himmelstempel mit der „Halle der Ernteopfer“, der südlich von Peking gelegen ist. In einer riesigen Prozession zieht das Gefolge mit dem Kaiser auf einer Straße vorbei an Siedlungen und durch bewaldete Landschaft. Im Zentrum des Bildes reitet der Kaiser auf einem weißen Pferd inmitten seiner in kaiserlichem Gelb gekleideten berittenen Leibgarde. Ein reitender Diener hält schützend gegen die Sonne über den Kopf des Kaisers einen gelben Schirm.
Von den aufgereihten elf Elefanten am Straßenrand haben die ersten vier traditionell die Funktion, die Straße frei zu räumen, die fünf folgenden tragen als ein Friedenssymbol goldene Vasen auf dem Rücken. Daneben sind vier große kaiserliche Kutschen aufgereiht. Der Anfang der Reiterkolonne überquert gerade die Liangshui-Brücke. Das Spalier der Paradetruppe endet vor dem Südlichen Jagdpark, wo sich der Kaiser als erste Station aufhalten wird. In der Realität betrug die gemalte Wegstrecke etwa sieben Kilometer.

### Querrollen Nr. 2–12
Die weiteren Rollen schildern die Reisestrecke über Shandong zu den Städten Jiangsu, Suzhou und Shaoxing, einen Abstecher nach Nanjing, sowie die Rückkehr nach Peking über Tianjin (28. Januar bis 8. April 1689). Gezeigt werden u. a. Stadtansichten, Kulturlandschaften, Flüsse, Kanäle, Tempel und der Kaiserpalast in Peking (Rolle Nummer 12). An anekdotischen Detail aus dem Leben der Bevölkerung wird sogar eine Theatervorführung gezeigt (Rolle Nummer 9).
Verschollen sind die Bilder mit den Nummern 5, 6 und 8, welche vermutlich nach der Abdankung Puyis von korrupten Eunuchen verkauft wurden, die bis 1923 in der Verbotenen Stadt lebten und sich am noch existierenden Hofstaat und der kaiserlichen Kunstsammlung bereicherten.